# Noord-Saksisch voetbalkampioenschap 1926/27
In 1926/27 werd het elfde Noord-Saksisch voetbalkampioenschap gespeeld, dat georganiseerd werd door de Midden-Duitse voetbalbond. Riesaer SV werd kampioen en plaatste zich voor de Midden-Duitse eindronde. De club versloeg Zittauer BC en verloor dan van VfL Bitterfeld.

## Gauliga
| Plaats | Club                 | Wed. | W  | G | V  | Saldo | Ptn.  |
| ------ | -------------------- | ---- | -- | - | -- | ----- | ----- |
| 1.     | 1. SV Riesaer 03     | 18   | 17 | 0 | 1  | 87:20 | 34:2  |
| 2.     | Döbelner SC 02       | 18   | 16 | 0 | 2  | 94:22 | 32:4  |
| 3.     | FC 1901 Roßwein      | 18   | 9  | 1 | 8  | 46:41 | 19:17 |
| 4.     | BC 1913 Hartha       | 17   | 9  | 0 | 8  | 28:43 | 18:16 |
| 5.     | SV 1911 Gröditz      | 18   | 8  | 1 | 9  | 53:75 | 17:17 |
| 6.     | SV Nünchritz         | 18   | 6  | 2 | 10 | 35:56 | 14:22 |
| 7.     | FC 1911 Geringswalde | 17   | 6  | 1 | 10 | 48:57 | 13:21 |
| 8.     | VfB Rochlitz         | 17   | 6  | 1 | 10 | 47:60 | 13:21 |
| 9.     | VfB Leisnig          | 17   | 4  | 4 | 9  | 31:49 | 12:22 |
| 10.    | SV 1913 Oschatz      | 18   | 2  | 0 | 16 | 25:71 | 4:32  |

|  | Kampioen, geplaatst voor Midden-Duitse eindronde |
|  | Degradatie                                       |